# Ratanachai Sor Vorapin
Ratanachai Sor Vorapin (thailändisch รัตนชัย ส.วรพิน, RTGS Ratanachai So Woraphin, richtiger Name: Chaiya Phothong – ไชยา โพธิ์ทอง, Spitzname: Lek – เล็ก; * 1. November 1976 im Landkreis Dan Khun Thot der Provinz Nakhon Ratchasima, Nordost-Thailand) ist ein ehemaliger thailändischer Boxer im Bantamgewicht.

## Profikarriere
Ratanachai begann im Jahre 1992 erfolgreich seine Profikarriere. Am 7. Mai 2004 boxte er gegen Cruz Carbajal um den Weltmeistertitel des Verbandes WBO und siegte durch einstimmige Punktrichterentscheidung. Im darauffolgenden Jahr verteidigte er diesen Gürtel gegen Mauricio Martínez durch Mehrheitsentscheidung und verlor ihn gegen Jhonny Gonzalez durch technischen K. o. in Runde 7.
Im Jahre 2011 beendete er seine Karriere.